# مهدی تاج
مهدی تاج (زاده ۱ بهمن ۱۳۳۸ اصفهان) مدیر اجرایی ورزشی و رئیس فدراسیون فوتبال ایران برای دومین بار است. وی از سال ۲۰۱۹ نایب‌رئیس منطقه مرکزی کنفدراسیون فوتبال آسیا و همچنین از ماه مه سال ۲۰۲۰ عضو کمیته اضطراری این کنفدراسیون می‌باشد.
تاج پیش از این یک عضو هیئت مدیره باشگاه‌های ذوب آهن و سپاهان اصفهان و… بود و همچنین مدیرعامل باشگاه سپاهان نیز بوده است. او از سال ۱۳۸۰ برای ده سال مدیر مسئول روزنامه جهان فوتبال نیز بود. او از سال ۱۳۷۹ تا ۱۳۸۴ در پست معاونت فروش و عضو هیئت مدیره شرکت فولاد مبارکه اصفهان بوده است.

## فعالیت‌های نظامی و اقتصادی
مهدی تاج یکی از شناخته شده‌ترین چهره‌های نظامی، امنیتی و اقتصادی در ورزش ایران است. او از سال ۱۳۵۹ به سپاه پاسداران پیوست و در همان سال معاون بنیاد مستضعفان استان اصفهان شد. او سال ۱۳۶۲ برای فعالیت‌های اطلاعاتی و عملیاتی سپاه پاسداران به شهرهای غربی ایران اعزام شد.
مهدی تاج در پایان جنگ ایران و عراق، فعالیت گسترده‌ای را در زمینه اقتصادی آغاز کرد و به سمت‌هایی مانند قائم مقام و مسئول اداره کل بازرگانی استان اصفهان، معاونت فروش و صادرات شرکت سهامی ذوب‌آهن اصفهان و سپس فولاد مبارکه سپاهان، مدیرعاملی و عضو هیئت مدیره فولاد غدیر و ریاست هیئت مدیره شرکت فولاد متیل رسید.

## دوران کاری در ورزش
تاج از پایه‌گذاران انتقال باشگاه فوتبال سپاهان از کارخانه سیمان سپاهان به شرکت فولاد مبارکه اصفهان بود. او سال ۱۳۷۹ عضو هیئت مدیره این کارخانه شد و تغییر مالکیت این باشگاه ورزشی را انجام داد. در همان سال به عضویت هیئت مدیره این باشگاه درآمد و از سال ۱۳۷۲ تا سال ۱۳۷۷ مدیرعامل باشگاه فولاد سپاهان اصفهان بود. او ریاست هیئت مدیره این باشگاه را نیز برعهده داشته است.
او همچنین مدیریت در هیئت مدیره باشگاه ذوب آهن اصفهان و فجرسپاسی شیراز، دبیرکلی اتحادیه مدیران فوتبال، ریاست سازمان لیگ، نایب رئیسی فدراسیون فوتبال و ریاست در این فدراسیون را نیز تجربه کرده است.

### فدراسیون فوتبال ایران
تاج سال ۱۳۸۶ نخستین بار به عنوان نایب‌رئیس اول فدراسیون فوتبال ایران به هیئت رئیسه وارد شد و برای بار دوم در سال ۱۳۹۲ بار دیگر بعنوان نایب‌رئیس دوم و رئیس سازمان لیگ فوتبال عضو هیئت رئیسه فدراسیون فوتبال شد. بعد از گذشت بیش از هشت سال از ریاست علی کفاشیان بر فدراسیون فوتبال ایران، مهدی تاج در ۱۸ اردیبهشت ۱۳۹۵ با گرفتن ۵۰ رأی از ۷۳ رأی داده‌شده در مجمع فدراسیون فوتبال ایران، رئیس تازهٔ این فدراسیون شد. او ۸ دی ۱۳۹۸ به دلیل «ناراحتی قلبی» و پس از جنجال‌های ناشی از قرارداد با مارک ویلموتس از سمت ریاست فدراسیون فوتبال استعفا داد.
او در ۸ شهریور ۱۴۰۱ در انتخابات فدراسیون فوتبال برای بار دوم به عنوان رئیس فدراسیون برگزیده شد. در این انتخابات از کل ۸۰ رأی، مهدی تاج ۵۱ رأی و رقیب اصلی‌اش، میرشاد ماجدی ۲۵ رأی به دست آورد.

### اثر بر فوتبال زنان در ایران
در دوران مدیریت او، تیم‌های ملی فوتبال زنان ایران همواره با کمبود امکانات، عدم پخش بازی‌ها، تبعیض در دریافت بودجه، کمبود بازی دوستانه، مشکل در کادر فنی و حتی «نبود توپ نو برای تمرین» روبرو بوده‌اند. تیم ملی فوتبال زنان ایران در دوران مدیریت او با وجود پتانسیل‌های بومی، نتوانست درخششی داشته باشد و همواره دچار کمبود امکانات تمرین بوده است.

## پیشینه مدیریتی

### فهرست (بر پایه سال)
- (۱۳۵۹–۱۳۶۲) معاونی بنیاد مستضعفان انقلاب اسلامی استان اصفهان
- (۱۳۶۷–۱۳۷۳) قائم مقام و مسئول اداره کل بازرگانی استان اصفهان
- (۱۳۷۳–۱۳۷۹) معاون فروش و صادرات شرکت سهامی ذوب‌آهن اصفهان
- (۱۳۷۹–۱۳۸۴) معاون فروش و عضو هیئت مدیره مجتمع فولاد مبارکه اصفهان
- (۱۳۷۸–۱۳۸۶) مدیرعامل و عضو هیئت مدیره فولاد غدیر
- (۱۳۸۵–۱۳۸۷) مدیرعامل و رئیس هیئت مدیره شرکت فولاد متیل[۸][۹]

### ورزشی
- مدیرعامل باشگاه سپاهان
- رئیس هیئت مدیره باشگاه ذوب آهن
- رئیس هیئت مدیره باشگاه سپاهان
- دبیرکل اتحادیه مدیران فوتبال ایران
- نایب رئیس اول فدراسیون فوتبال ایران
- رئیس کمیته تیم‌های ملی فوتبال ایران
- رئیس کمیته داوران فدراسیون فوتبال
- نایب رئیس دوم فدراسیون فوتبال[۱۴]
- رئیس سازمان لیگ فوتبال ایران[۸][۹]
- رئیس فدراسیون فوتبال ایران[۱۱]